# Comuna Storciove, Novomîkolaiivka
Storciove (în ucraineană Сторчове) este o comună în raionul Novomîkolaiivka, regiunea Zaporijjea, Ucraina, formată din satele Berestove, Bohdanivka, Ivanivske și Storciove (reședința).

## Demografie
Componența lingvistică a comunei Storciove
     Ucraineană (92,11%)
     Rusă (6,86%)
     Alte limbi (0,11%)
Conform recensământului din 2001, majoritatea populației comunei Storciove era vorbitoare de ucraineană (92,11%), existând în minoritate și vorbitori de rusă (6,86%).